# 1950 في الدنمارك
فيما يلي قوائم الأحداث التي وقعت خلال عام 1950 في الدنمارك.

## سياسة

### تعيين في المنصب
- 30 أكتوبر – إيريك إريكسون رئيس وزراء الدنمارك.

## مواليد

### فبراير
- 25 فبراير – أولي كفيست لاعب كرة قدم دنماركي.

### مايو
- 15 مايو – يورغن ماركوسين درّاج طريق دنماركي.

### ديسمبر
- 30 ديسمبر – بيارن ستروستروب

## وفيات

### سبتمبر
- 10 سبتمبر – إريك كونت لروزنبورغ (مواليد 1890)

### نوفمبر
- 25 نوفمبر – يوهانس فلهلم ينسن (مواليد 1873) مؤلف دنماركي.